# ديامسان (جبل)
ديامسان (بالكورية: 대암산) هو جبل يقع في إقليم غانغوون، كوريا الجنوبية. يقع على الحدود بين مقاطعتي إنجه (Inje) ويانغغو (Yanggu). يبلغ ارتفاع جبل ديامسان حوالي 1304 مترًا (ما يعادل 4278 قدمًا).